# Khatlon
Khatlon (en tadjik: Вилояти Хатлон / Viloiati Khatlon; en rus Хатлонская область / Khatlonskaia Oblast) és una de les quatre províncies (Vilojat) de Tadjikistan. S'ubica al sud-oest del país i cobreix aproximadament 24.600 km². És la província més poblada del país, amb de 2.898.600 habitants (a 31 de desembre de 2013). La província limita al sud amb l'Afganistan, del qual la separa el riu fronterer Panj. A l'oest, la província limita amb l'Uzbekistan. La província de Khatlon fou creada inicialment el setembre de 1988 mitjançant la unificació de les antigues regions de Kulob (també coneguda com a Kulyab) i Qurghonteppa Oblast (també coneguda per Kurgan-Tiube).
La capital provincial és Bokhtar, antigament coneguda com a Qurghonteppa (en tadjik: Қурғонтеппа / گرگان تپه), o Kurgan-Tiube (en rus: Курган-Тюбе, Kurgan-Tiube). Altres ciutats grans són Kulob (Кӯлоб / کولاب) i Norak (Норак / نارک). Els assentaments més grans són Yovon (Ёвон) i Danghara (Данғара / دنغره).
Administrativament, la província de Khatlon està dividida en 24 districtes (Nohija) més les quatre ciutats lliures de districte Qurghonteppa, Kulob, Norak i Sarband.

## Història
Khatlon (Khuttalon) es una regió històrica del territori de Tadjikistan, va existir aproximadament als anys 690-948.
A finals del segle xix, Khatlon va quedar dividit en zones d'influència entre l'Imperi Rus i la Gran Bretanya. Acabada la Guerra Civil russa, es van crear la República Popular de Bukharà i la República Socialista Soviètica Autònoma del Turquestan (part de l'RSFSR) a l'antiga zona d'influència de l'Imperi Rus. En el procés de delimitació de les fronteres de l'Àsia central soviètica el 1924, la part nord de la regió de Tokharistan va quedar dividida entre la República Socialista Soviètica de l'Uzbekistan i la República Socialista Soviètica Autònoma del Tadjikistan. Aquesta darrera, a partir del 1932 va esdevenir la República Socialista Soviètica del Tadjikistan. En el procés de col·lapse de la Unió Soviètica, en aquest territori es formaren les repúbliques indepentents de l'Uzbekistan i Tadjikistan, respectivament.
La regió de Khatlon amb centre a la ciutat de Kurgan-Tiube (l'actual Qurghonteppa, coneguda oficialment com a Bokhtar) fou formada per un decret de la República Socialista Soviètica del Tadjikistan del 8 de setembre de 1988 com a resultat de la reunificació de les anteriors regions del Kuliab i Kurgan-Tiube.
Dins el marc de la desintegració de la Unió Soviètica, el 24 de gener de 1990 la regió de Khatlon fou efímerament abolida i en el seu lloc es crearen novament les antigues regions de Kuliab i Kurgan-Tiubinsk. No obstant, el 2 de desembre de 1992, la regió de Khatlon fou novament restaurada.

## Geografia
Khatlon té una superfície de 24.800 km², una àrea similar a l'illa italiana de Sardenya. Està ubicada al sud-oest de Tadjikistan, amb el riu Panj que al sud fa de frontera amb l'Afganistan i a l'oest amb l'Usbekistan. De nordorient a sudoccident la provínicia és travessada pel riu Vajsh.

## Economia
La població es dedica principalmente a l'agricultura, especialment al cultiu de cotó, i a la ramaderia. Només fins a un 3 per cent de la població treballa al sector industrial.